# Callistopsyllus terinus
Callistopsyllus terinus är en loppart som först beskrevs av Rothschild 1905.  Callistopsyllus terinus ingår i släktet Callistopsyllus och familjen mullvadsloppor.

## Underarter
Arten delas in i följande underarter:
- C. t. terinus
- C. t. campestris
- C. t. deuterus